# Rupes Altai

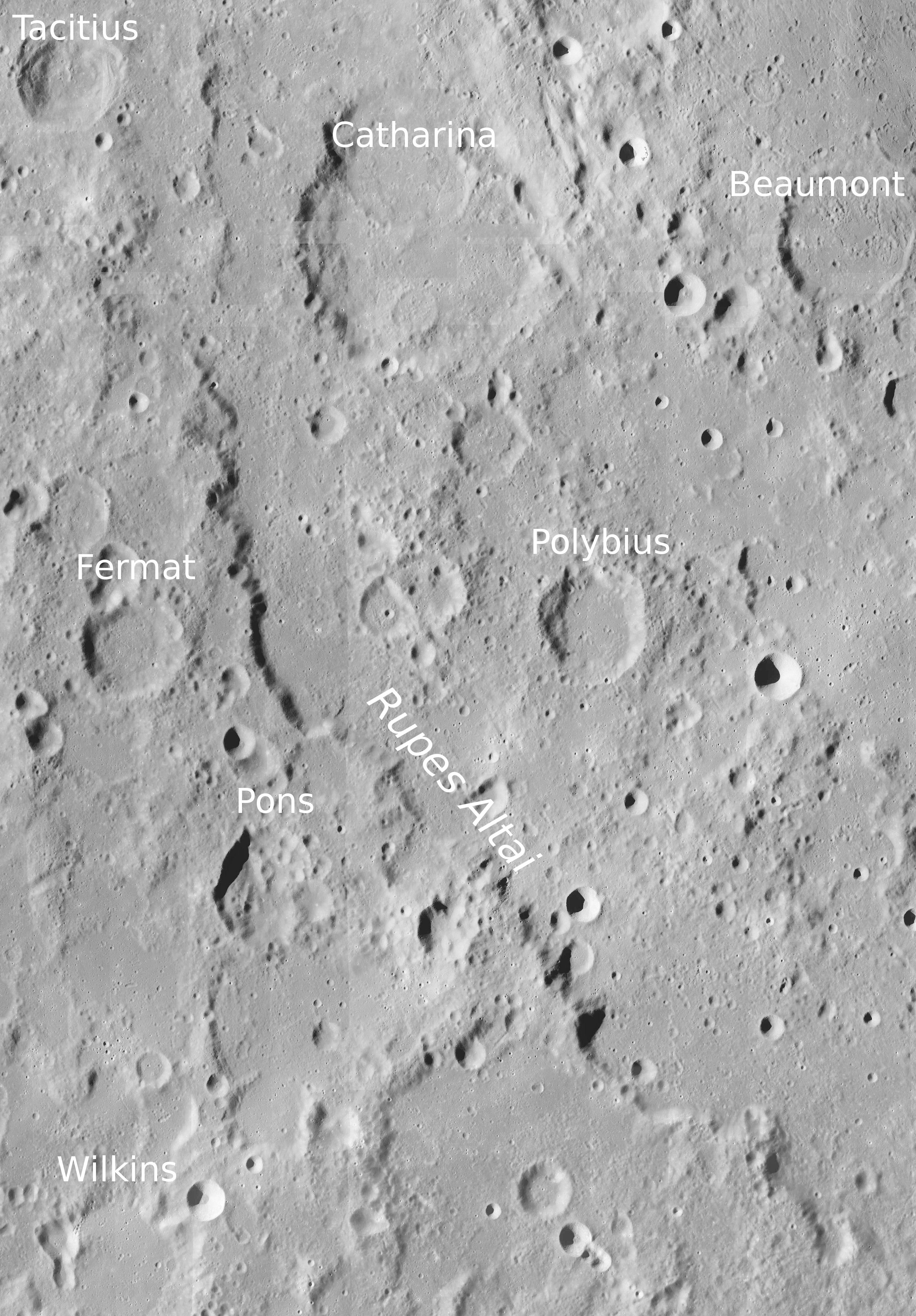
Rupes Altai

Rupes Altai (česky Altajský zlom) je měsíční zlom táhnoucí se od kráteru Tacitus na přivrácené straně Měsíce směrem na jih a pak na jihovýchod k velkému kráteru Piccolomini. Je pojmenován německým astronomem Johannem Heinrichem von Mädlerem podle asijského pohoří Altaj a je dlouhý cca 480 km. Jeho střední selenografické souřadnice jsou 24,3° J, 23,1° V. Je to jeden z nejvýraznějších měsíčních srázů (pozůstatek soustředných valů na obvodu kotliny Mare Nectaris). Dříve byl zlom označován jako pohoří Altaj. Podél se nacházejí krátery Catharina a Fermat.